# Hội Hoàng gia Thái Lan
Hội Hoàng gia Thái Lan (tiếng Thái: ราชบัณฑิตยสภา; RTGS: Ratchabandittayasapha, phát âm [râːt.t͡ɕʰā.bān.dìt.tā.já.sā.pʰāː]), tiền thân là Hội Hoàng gia Xiêm, là Viện Hàn lâm quốc gia của Thái Lan, chuyên phụ trách các công việc cấp nhà nước Thái Lan.

## Hình ảnh

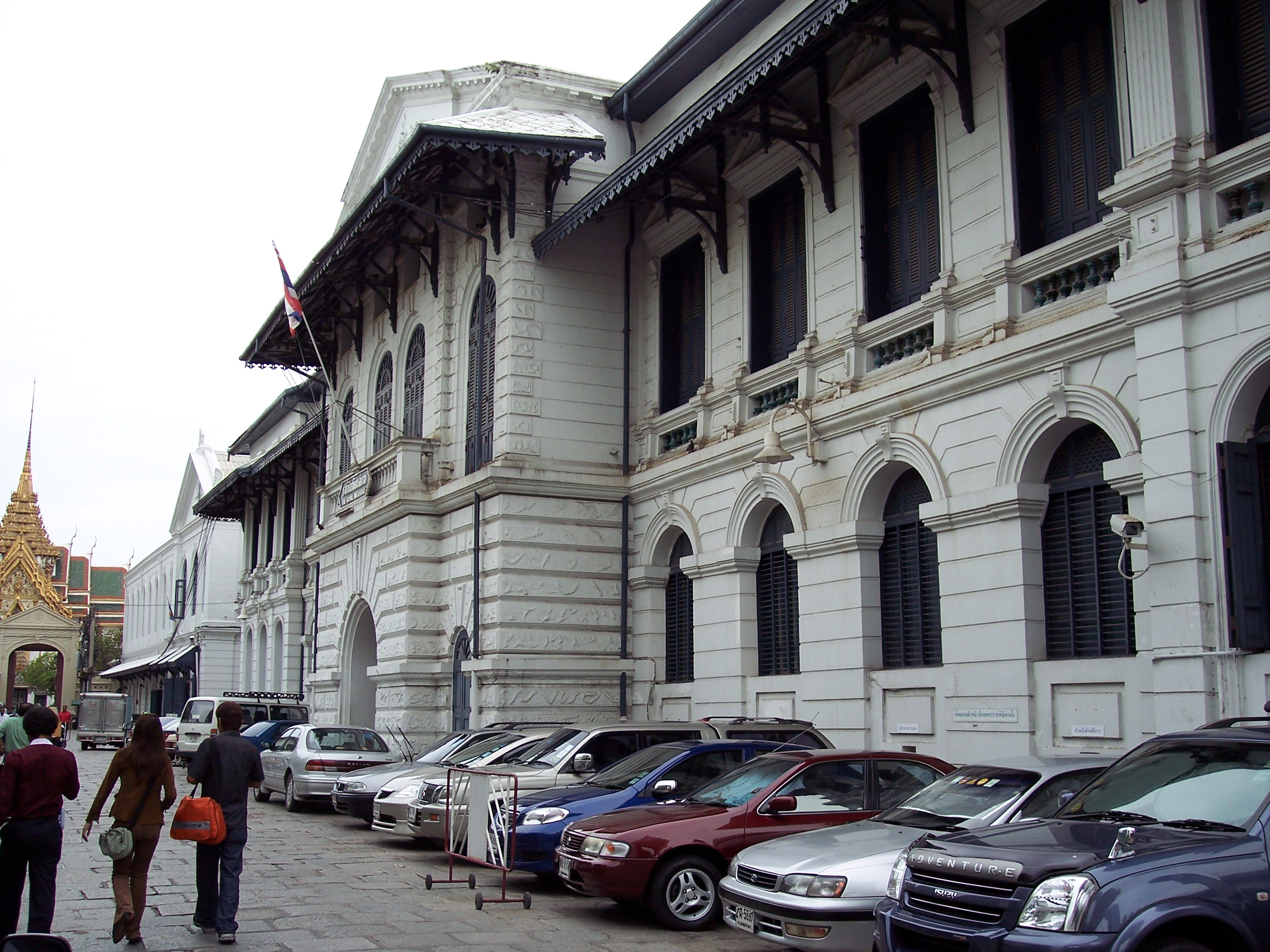
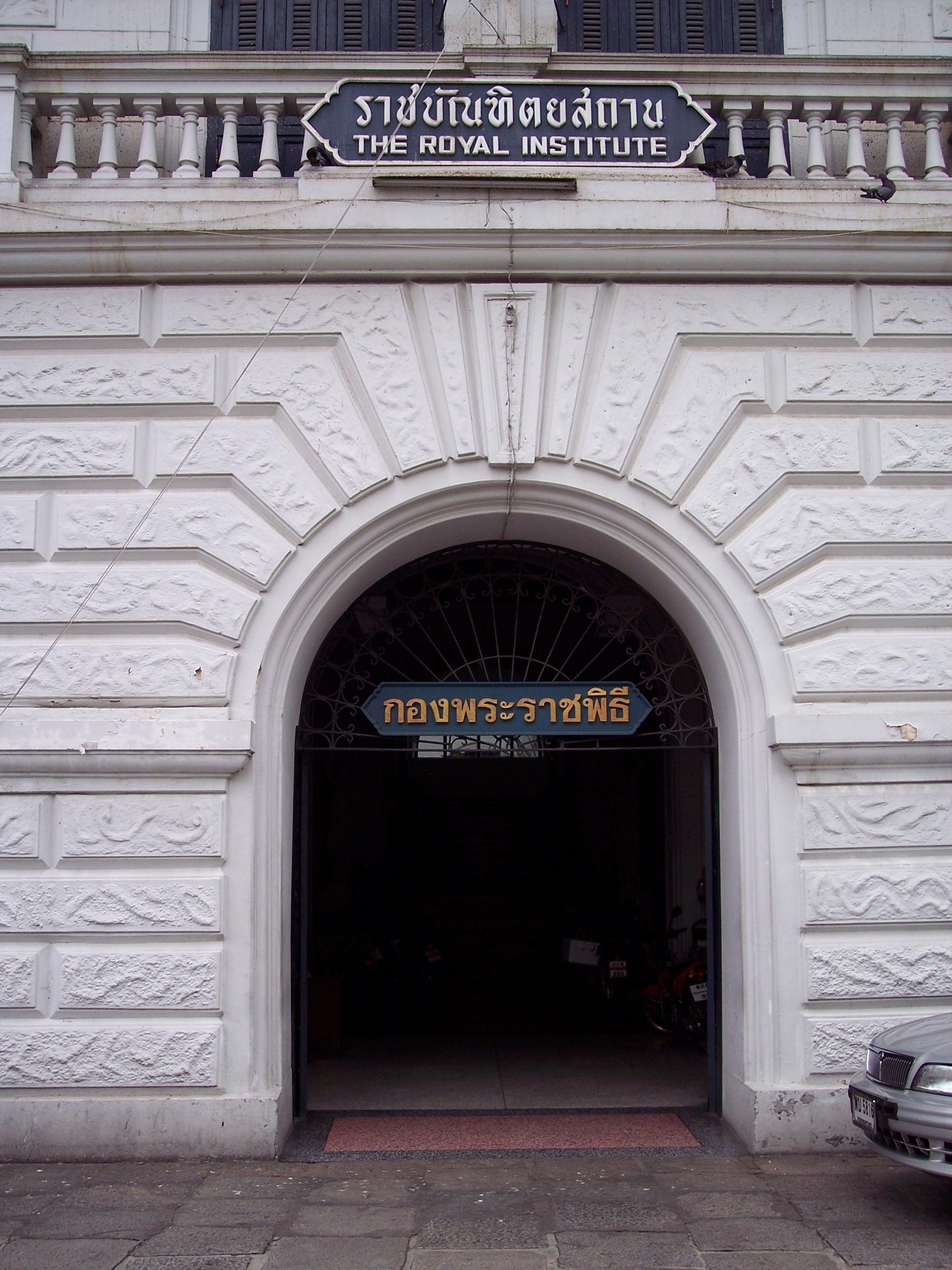
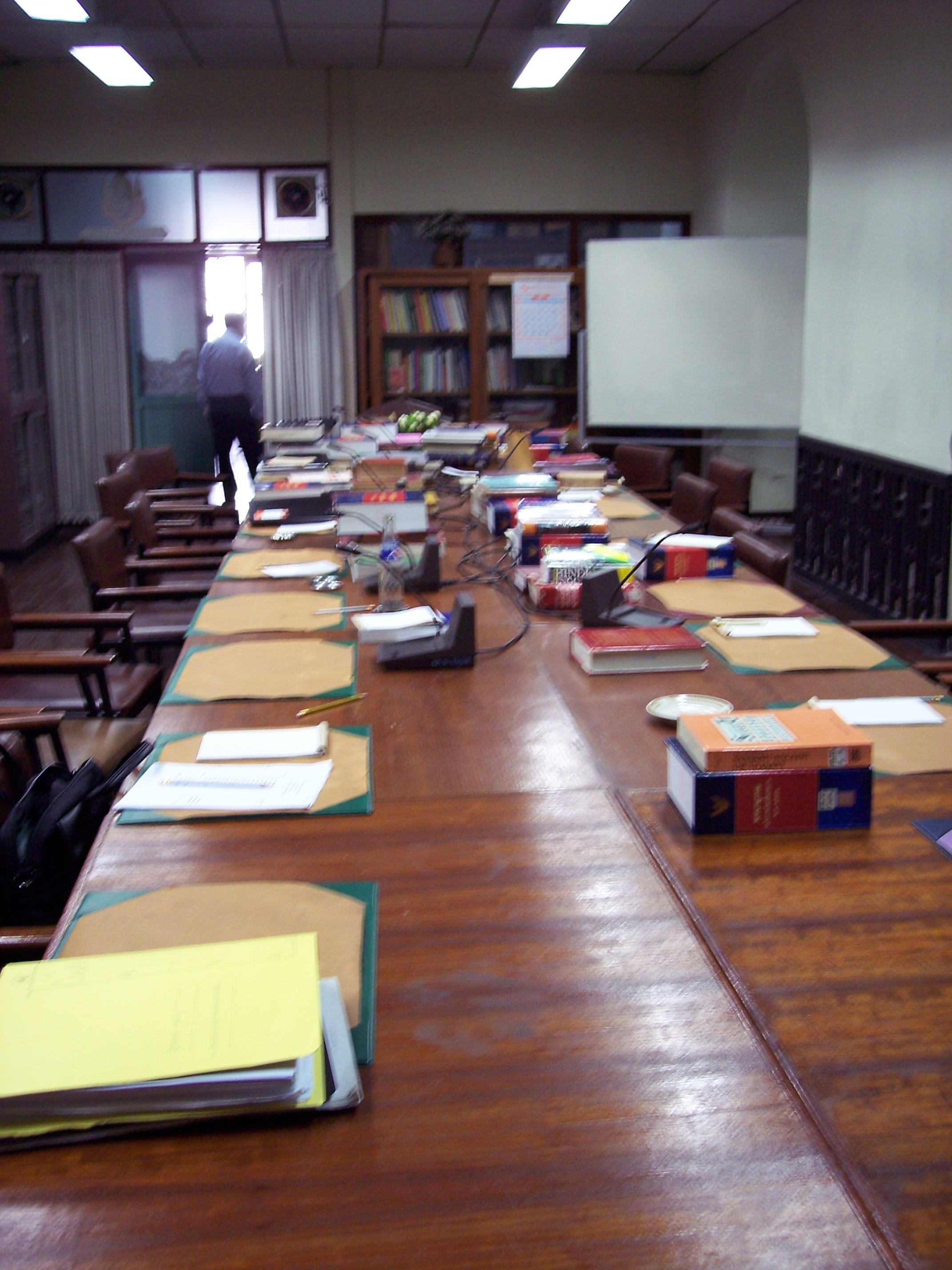

## Các bộ phận
- Ban bí thư
- Cục luật pháp và chính trị
- Cục khoa học công nghệ
- Cục nghệ thuật